# Rokîta, Velîka Bahacika
Rokîta (în ucraineană Рокита) este localitatea de reședință a comunei Rokîta din raionul Velîka Bahacika, regiunea Poltava, Ucraina.

## Demografie
Componența lingvistică a localității Rokîta
     Ucraineană (99,14%)
     Alte limbi (0,86%)
Conform recensământului din 2001, majoritatea populației localității Rokîta era vorbitoare de ucraineană (99,14%), existând în minoritate și vorbitori de alte limbi.